# Кудама-губа
Кудамгуба (карел. Kuutamolahti, фин. Kuudamolaksi) — нежилой посёлок в Суоярвском районе Республики Карелия.
Удалён от ближайшего населённого пункта Поросозеро на 23,5 км, от столицы Республики Карелия города Петрозаводск на 156 км.

## История
Точной даты основания Кудамгубы нет. Это был типично карельский посёлок, где жили преимущественно карелы (1879—100 %, 1926 — 96 %, 1933 г. — 100 %).
К концу XX века посёлок доживал свои дни как дачный. В настоящее время он официально числится нежилым.

## Лесной посёлок Кудамагуба
В 1920-е годы, в соответствии с планом хозяйственно-экономического развития края, в Карельской АССР стали создаваться десятки новых предприятий. Началось активное освоение природных ресурсов, в первую очередь — леса. Все это потребовало значительного притока рабочей силы в малонаселённую Карелии.
Появление новых рабочих мест в крае сразу привлекло внимание людей из соседних областей РСФСР. Поток мигрантов, подгоняемый безработицей, хлынул в Карелию сначала из Ленинграда и Ленинградской области, потом из Архангельской, Вологодской, Тверской, Псковской, Череповецкой областей, а позднее — из западных и центральных областей страны. В период с 1920 по 1939 годы население Карелии увеличилось в 2,3 раза и составило около 470 тыс. человек.
Лесные посёлки рабочих-мигрантов располагались, как правило, вблизи существующих населённых пунктов и получали их название. Таким образом, в составе Поросозерского сельсовета в 1933 году обнаруживаются два лесных посёлка: Кудамагуба и Поросозеро. При этом в населённом пункте Кудамагуба (лес. п.) было следующее распределение по национальностям: русских — 60 человек, карелов — 7, финнов — 2, прочих — 19. Итого: 88.
Посёлок просуществовал до 1977 года, когда указом Верховного Президиума Совета КАССР был ликвидирован.

## Административная принадлежность
1879 — Олонецкая губерния, Повенецкий уезд, Порос-озерская волость, Порос-озерское общество

1905 — Олонецкая губерния, Повенецкий уезд, Порос-озерская волость, Порос-озерское общество

1920 — Карельская Трудовая Коммуна, Олонецкая губерния, Порос-озерское общество

1926 — Карельская АССР, Петровский район, Поросозерский сельский совет

1933 — Карельская АССР, Петровский район, Поросозерский сельский совет

1958 — Карельская АССР, Суоярвский район, Поросозерский сельский совет

1966 — Карельская АССР, Суоярвский район, Поросозерский сельский совет

1973 — Карельская АССР, Суоярвский район, Поросозерский сельский совет

1975 — Карельская АССР, Суоярвский район, Поросозерский сельский совет

1977 — Указом Верховного Президиума Совета КАССР от 12.09.1977 посёлок Кудамгуба был ликвидирован

1978 — Указом Верховного Президиума Совета КАССР от 29.03.1978 деревня Кудамгуба была ликвидирована

## Развитие
| Источник                                                           | Год  | Пункт                                                   | Число дворов | Число жителей | Число мужчин | Число женщин | Национальность                       | Ближайший гидроним | Примечания                                                       |
| ------------------------------------------------------------------ | ---- | ------------------------------------------------------- | ------------ | ------------- | ------------ | ------------ | ------------------------------------ | ------------------ | ---------------------------------------------------------------- |
| Этнографическія свѣдѣнія о Янгозерскомъ погостѣ                    | 1855 | Кудамагуба                                              | 13           | 94            | 46           | 48           |                                      |                    |                                                                  |
| Олонецкая губерния: список населённых мест                         | 1879 | Кудама-губа                                             | 16           | 89            | 49           | 40           | Карелы - 89                          | Левес-Ламба        |                                                                  |
| Список населённых мест Олонецкой губернии по сведениям за 1905 год | 1905 | Кудама-губа                                             | 18           | 120           | 60           | 60           |                                      | Ламба Равдо        | Семей - 20; есть школа; 15 лошадей, 37 коров, прочего скота - 81 |
| Всесоюзная перепись населения                                      | 1926 | Кудама-губа, Куудама-лакши, Kuutamolahti, Kuudamo laksi | 30           | 168           | 73           | 95           | Карелы - 162, русские - 3, финны - 3 |                    | Тип населённого пункта - деревня                                 |
| Всесоюзная перепись населения                                      | 1933 | Кудамагуба, Kuutamolahti                                |              | 197           | 89           | 108          | Карелы - 197                         |                    |                                                                  |
|                                                                    | 2010 |                                                         |              |               |              |              |                                      | Рауванлампи        | нежилая                                                          |